# Башкиры (картина)
«Башкиры» (другое название: «Башкиры, конвоирующие приговоренных») — картина шотландского художника Вильяма Аллана из собрания Государственного Эрмитажа. Представлена на обозрение в Зале искусства Великобритании.
Картина написана художником осенью 1814 года в Эдинбурге по мотивам его поездок по Кавказу и Прикаспийской низменности в 1809—1810 гг. и с большой точностью и достоверностью воспроизводит костюмы и оружие башкирских всадников, которые во время Наполеоновских войн, находясь на положении казачьих войск, не только находились в действующей армии, но и осуществляли тыловую конвойную службу. Сам Аллан в своих воспоминаниях писал:

«Башкиры, некогда кочующее племя, не признающее каких-либо границ, теперь в составе Российского государства. Они проживают по берегам Волги и Урала и занимают часть древней Булгарии. Башкиры великолепные наездники, у них кольчуги, пистолеты, сабли, пики, луки и стрелы. Их находят чрезвычайно пригодными для русской армии. Они энергичны, гостеприимны и смелы. Они привлекли большое внимание парижан в конце последней кампании, которые называли их „красавчики Севера“».
В 1815 году художник устроил в Лондоне выставку своих работ, написанных по возвращении из России, здесь картина впервые была представлена публике. Затем она находилась в мастерской художника в Эдинбурге, где в декабре  1816 года ее увидел путешествующий по Великобритании великий князь Николай Павлович (будущий император Николай I); в шотландской прессе было составлено описание этого посещения:

 «…великий князь долго беседовал с художником по-французски и по-русски, внимательно изучил каждую картину и выразил изумление и удовольствие по поводу верности, с которой изображены костюмы различных племен черкесов, казаков и т. д., представленных на обозрение. Изучив коллекцию оружия и костюмов разнообразных народов, населяющих Российскую империю, он похвалил художника за кропотливую работу по собиранию столь многих полезных материалов, необходимых, чтобы правильно изобразить манеры, привычки, внешний вид его соотечественников. Великий князь Николай проявил немалый вкус и дотошность при выборе нескольких вещей среди эскизов и картин. Он высказал пожелание увидеть художника ещё раз, если тому когда-либо опять придется посетить Россию». 
.

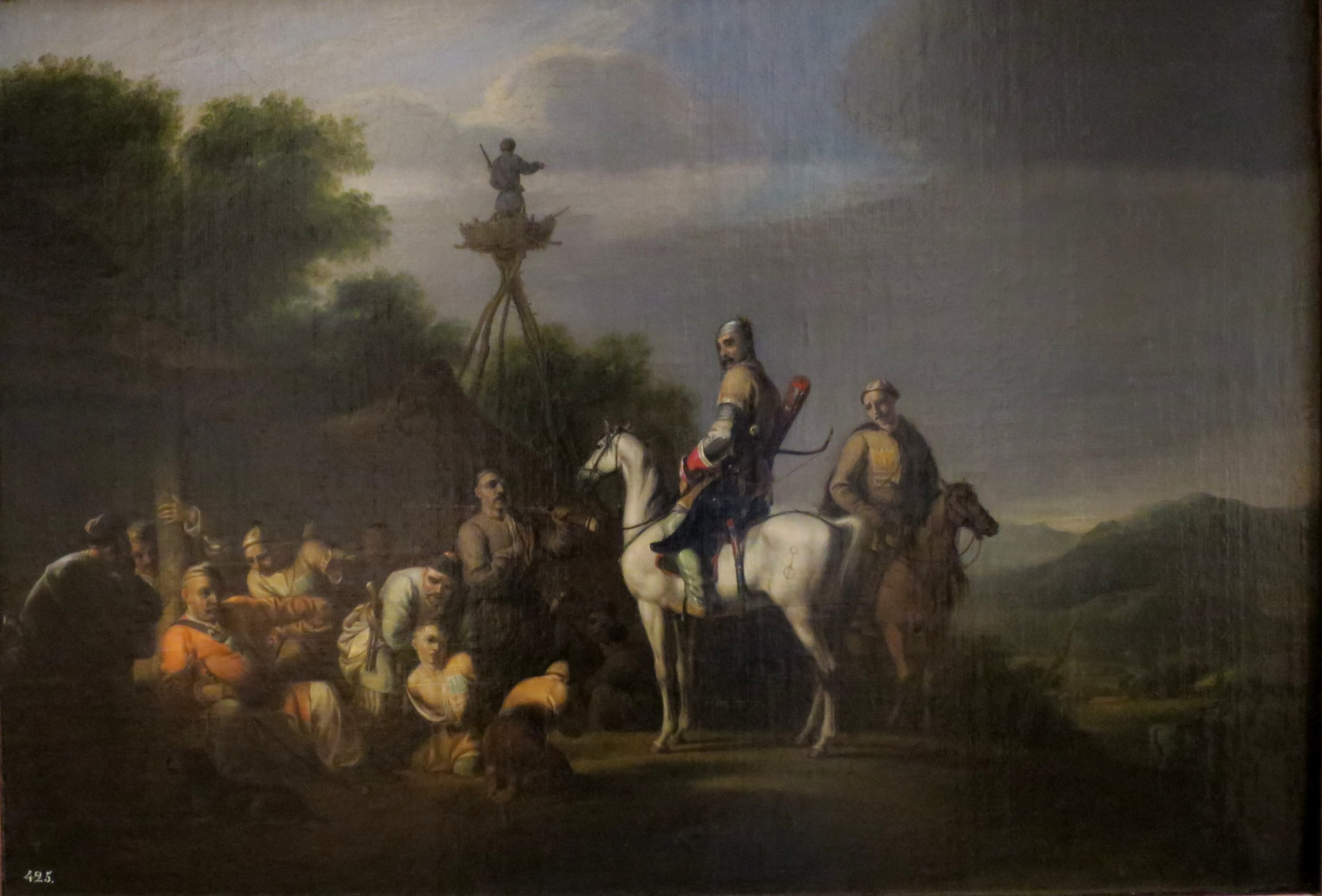
В. Аллан. «Пограничная стража»

Тогда же Николай Павлович приобрёл у художника три картины: «Башкиры», «Пограничная стража» (ныне также в Эрмитаже) и «Аслан Гирей и Альказия, переправляющиеся через реку Кубань» (ныне в Махачкале в Дагестанском музее изобразительных искусств). Сопровождавший великого князя У. Николсон писал:

«„Башкиры, конвоирующие приговоренных в Сибирь“ — картина, соединившая в себе живописность и мастерскую передачу очень точно подмеченных характерных особенностей и выразительных черт действующих лиц… Эта картина, вместе с двумя другими такими же интересными, была приобретена великим князем Николаем, братом русского императора, во время его посещения Эдинбурга».
По прибытии в Россию картина находилась в Аничковом дворце, в собственном кабинете Николая I и числилась под названием «Два башкирца, разговаривающие с тремя поселянами». В 1920 году картина была передана в Эрмитаж, в 1929 году в рамках распродажи части Эрмитажных коллекций предполагалась к вывозу за границу, но в 1931 году была возвращена в музей и вновь выставлена в постоянной экспозиции под окончательно устоявшимся названием «Башкиры». Выставляется в Зимнем дворце в зале 301. 